# Anni difficili
Anni difficili è un film del 1948 diretto da Luigi Zampa, tratto dalla novella di Vitaliano Brancati Il vecchio con gli stivali.
La pellicola rappresenta la prima parte di una trilogia ideata e sceneggiata da Vitaliano Brancati, i cui altri titoli sono Anni facili (1953) e L'arte di arrangiarsi (1954).

## Trama
Modica, 1935. Un semplice e onesto impiegato municipale, Aldo Piscitello, è costretto a iscriversi, non proprio entusiasticamente, al Partito Nazionale Fascista.
Il figlio dell'impiegato intanto, soldato, partecipa a varie battaglie e in tutte queste riesce a scampare dalla morte, ma muore però ucciso a tradimento da alcuni soldati tedeschi mentre ritorna a casa col rimpianto di non aver mai visto suo figlio, nato mentre lui era in guerra.
Nel 1943, allo sbarco degli Alleati, Piscitello si ritrova ad essere epurato dallo stesso sindaco che, quando era podestà, gli aveva imposto di prendere la tessera fascista.

## Produzione
Francesco De Feo operò in qualità di aiuto regista e Mauro Bolognini di assistente alla regia; Mario Montuori di operatore di ripresa.

## Distribuzione
Il film venne presentato al Festival di Venezia il 4 settembre 1948, accendendo alcuni dibattiti accompagnati da frasi come «Diffama l'Italia!», «Gli italiani non erano tutti così», «È un film senza luce».

### Polemiche
Dopo l'uscita nelle sale, nel novembre 1948, il film suscitò delle proteste, anche da parte di tanti personaggi influenti della scena politica tanto da finire come dibattito alla Camera dei deputati; i deputati democristiani furono quelli ad accanirsi maggiormente: Giuseppe Magliano, Mario Cingolani e Giovanni Persico (quest'ultimo socialista) chiesero al Senato la rimozione del film dalla circolazione cinematografica accusando il film di offendere la Patria e di dipingere gli italiani come vigliacchi; Filadelfio Caroniti e Giovanni Battista Adonnino presentarono un'interrogazione parlamentare tacciando il film di essere «immondo, bugiardo e calunnioso», e di gettare discredito sulle autorità statali e sulla «civiltà plurimillenaria della Sicilia, isola incantevole e perla del Mediterraneo».
Il film venne però difeso da Andreotti in persona, che in qualità di sottosegretario alla Presidenza del consiglio con delega allo Spettacolo aveva sbloccato il film dalle maglie della censura. Andreotti riconobbe che nella "storia di un povero diavolo che fa le spese di tutti i rivolgimenti politici" una realtà "che tanti italiani han conosciuto".
Altri, come il comunista Pietro Secchia sostennero il film come un buon prodotto politico e cinematografico.

## Critica
(Mario Gromo)
(Alfredo Panicucci)
(Lorenzo Quaglietti)

## Restauro
Il restauro del film si è concluso nel giugno 2009 a cura di Fondazione Cineteca Italiana di Milano, Cineteca di Bologna, Museo nazionale del Cinema di Torino e Briguglio film.

## Scene del film

Sacchi (Olinto Cristina)
Sebastiano Caputo (Natale Cirino)
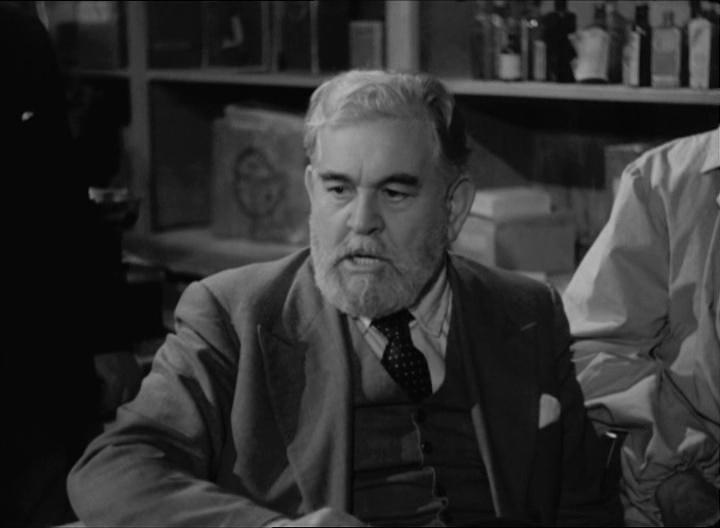
L'avvocato Mascali (Giovanni Grasso)
Fegarotta (Agostino Salvietti)

## Riconoscimenti
- Coppa ENIC alla Mostra di Venezia del 1948 per il film di migliore fattura tecnica